# Curriculum (álbum)
Curriculum é o segundo álbum da carreira-solo da cantora brasileira Érika Martins.
Este álbum-coletânea abrange toda a carreira da musicista, incluindo as passagens pela banda Penélope, Lafayette & Os Tremendões, além de participações especiais (como em "A Mais Pedida", do Raimundos) e musicas da carreira solo da artista.
Foi lançado em 2010 com o selo Discobertas

## Faixas
01. Holiday - com a Banda Penélope

02. Namorinho de Portão - com a Banda Penélope

03. A Mais Pedida - com Raimundos

04. In Between Days - com Herbert Vianna

05. Não Vou Ser Má - com Wanderléa

06. Caixa de Bombom - com a Banda Penélope

07. Educação Sentimental II - com Biquíni Cavadão

08. Continue Pensando Assim - com Samuel Rosa

09. Superfantástico - com Arnaldo Antunes

10. She Loves You - com Telecats

11. Let Me Sing, Let Me Sing - com Autoramas

12. A Fórmula do Amor - com Avellar Love

13. Pare o Casamento - com Lafayette & Os Tremendões

14. Deveras - com Dândi

15. I Will

16. Goodbye

17. Waiting For My Song (usado no comercial do Mercado Livre)

18. Só Penso no Meu Bem - com Ecos Falsos